# Исчезновения людей в Беларуси
Наиболее известные случаи исчезновения людей в Беларуси происходили в период президентства Александра Лукашенко. В основном они затрагивали противников властей.

## Предыстория
На первых президентских выборах в Беларуси в 1994 году победу одержал Александр Лукашенко. Когда после избрания Лукашенко начал реализовывать совсем не такую политику, как он обещал, многие члены его команды перешли в оппозицию. В 1995 году он оказал давление на Верховный совет, чтобы провести референдум, являвшийся, по мнению оппозиции, незаконным. Это вызвало антипрезидентские митинги, которые нередко разгонялись ОМОНом. Уже в 1996 году обострились противоречия между президентом и Верховным Советом, они закончились роспуском Верховного Совета, который впоследствии был заменён на Национальное собрание, где только одна палата избиралась народом. В том же году в Беларуси значительно усилилась цензура.

## Исчезновения в 1999 году

### Виктор Гончар и Анатолий Красовский
Во время выборов 1994 года был в команде Лукашенко. Однако вскоре после того, как президент Лукашенко начал реализовывать политику, совсем не такую, как он обещал, Гончар перешёл в оппозицию. Он активно выступал против президента в ходе ноябрьского референдума 1996 года, отказался признавать результаты референдума 1996 года. В результате лишился поста председателя ЦИК. Возглавил альтернативный ЦИК во время альтернативных президентских выборов 1999 года.
16 сентября 1999 года Виктор Гончар бесследно пропал в Минске вместе со своим другом, бизнесменом Анатолием Красовским. Чуть позже на предполагаемом месте похищения — улице Фабричной — были найдены осколки стекла автомобиля и кровь похищенных.
«Спусковым крючком» исчезновения Гончара, по мнению его соратника Василия Шлындикова, было намерение провести через три дня — 19 сентября — расширенное заседание разогнанного к тому моменту Верховного совета 13-го созыва с участием независимых профсоюзов и оппозиционных активистов, на этом заседании собирались принять решение о национальной кампании по отстранению Лукашенко от власти на основании собранных доказательств нарушений президентом законов Республики Беларусь.

### Юрий Николаевич Захаренко
Во время выборов 1994 года Юрий Захаренко был в команде А. Г. Лукашенко. После его победы стал Министром внутренних дел Республики Беларусь, а также генерал-майором внутренней службы. Однако к 1996 году он был снят с должности министра и понижен в звании до полковника. В 1998 году перешёл в оппозицию.
Пропал 7 мая 1999 года. По официальной версии, вечером этого дня в районе улицы Жуковского в Минске Захаренко был похищен неустановленными лицами с применением насилия и увезён на легковом автомобиле в неизвестном направлении. По факту исчезновения экс-министра внутренних дел уголовное дело было возбуждено только 17 сентября 1999 года по признакам преступления, предусмотренного статьёй 101 Уголовного кодекса РБ («Умышленное убийство»).
По словам бывшего полковника ГРУ Владимира Бородача, Захаренко был похищен людьми президента Беларуси Лукашенко, которые его подвергли жестоким пыткам, били, применяли психотропные спецсредства. У генерала выбивали признание о подготовке государственного переворота. Поняв, что в суде он не подтвердит своих показаний, его расстреляли. Бородач рассказал, что ему удалось выйти на след преступления. Он встречался с начальником крематория Северного кладбища, который по приказу людей из спецслужб незаконно сжёг тело Захаренко. Позже кто-то избил начальника крематория, облил его бензином и сжёг.

## Исчезновения в 2000 году

### Дмитрий Завадский
С 1994 года Дмитрий Завадский был оператором Первого канала Белорусского телевидения. С 1997 года — оператор корпункта телеканала российского первого канала.
Был похищен и, предположительно, убит 7 июля 2000 года, когда отправился в аэропорт Минск-2 на служебном автомобиле встречать своего коллегу Павла Шеремета. Его машина была позже обнаружена в аэропорту, но Завадский найден не был.
В марте 2002 года Верховный суд Беларуси приговорил двух бывших офицеров МВД — Валерия Игнатовича и Дмитрия Малика — за похищение (убийство на суде доказано не было) Дмитрия Завадского к 10 годам лишения свободы. Ни на следствии, ни в суде Малик и Игнатович не признали свою вину в похищении Завадского. По другому эпизоду уголовного дела Игнатович и Малик были осуждены к пожизненному заключению за убийство ещё пяти человек. У одного из осуждённых — Валерия Игнатовича — по версии прокуратуры, был мотив совершить преступление. Он якобы мстил телеоператору за материал, в котором фигурировал. В его автомобиле была обнаружена лопата со следами крови Завадского.
По данным Павла Шеремета, следствию известны виновники и обстоятельства смерти Завадского. Сам Шеремет узнал об этом вскоре после происшествия, но не обнародовал подробности, щадя чувства родных Дмитрия. Через девять месяцев после исчезновения оператора на процессе по делу Игнатовича Шеремет впервые дал свидетельские показания. Он рассказал о том, как Дмитрий погиб спустя несколько часов после похищения, как его пытали, сломали позвоночник, а потом добили. Шеремет полагает, что за убийством Завадского стоят участники группировки, уничтожавшей оппозиционных политиков (В. Гончара, Ю. Захаренко и А. Красовского) и выполнявшей иные преступные приказы белорусского руководства. По мнению Шеремета, преступников следует искать в окружении бывшего командира «Алмаза» полковника Павличенко. По данным Шеремета, эти лица выполняли спецзадания в Чечне, о чём мог узнать Завадский во время командировки, и это обстоятельство стало мотивом преступления. Источники столь подробной осведомлённости Шеремета публично названы не были.

## Исчезновения в 2002 году

### Юрий Корбан
Юрий Корбан был руководителем Центра молодёжных инициатив «Контур» в Витебске, а также заместителем председателя местной городской организации БНФ и главным кандидатом на пост главы областной организации БНФ.
23-летний активист витебской оппозиции не вернулся домой 19 января. После этого он несколько раз звонил родителям, говоря, что у него всё в порядке, и называл различные места своего пребывания. Юрий Корбан попросил родителей собрать большую сумму денег и привезти их в Минск, чтобы в назначенном месте передать их неким людям. 28 января мать Корбана приехала в столицу Беларуси, и активист по мобильному телефону сказал, чтобы та пришла к месту рядом со станцией метро «Восток». Однако к матери пропавшего никто не подошёл. Юрий Корбан позвонил ещё раз и сказал, что больше они уже не встретятся.
Дело, первоначально возбуждённое отделом внутренних дел Железнодорожного района Витебска, вскоре было передано в Минск, в аппарат МВД. Им занимался отдел по розыску без вести пропавших, а в Витебске — управление по борьбе с организованной преступностью городской милиции. В беседе с корреспондентом БелаПАН сотрудник этого управления отказался сообщить какие-либо подробности, однако заверил, что поиски шли активно.
В связи с подозрениями в нецелевом использовании финансовых средств молодёжным объединением «Контур» ещё до исчезновения Корбана Витебский департамент финансовых расследований возбудил уголовное дело. Как сообщал Молодой Фронт, следователи департамента вызывали членов витебских негосударственных организаций и допрашивать их по «делу Корбана». Милицией было установлено, что последние звонки по мобильному телефону были сделаны им из минского микрорайона Серебрянка, примерно с перекрёстка проспекта Рокоссовского и улицы Малинина. Молодофронтовцы расклеили в этом районе сотни листовок с информацией о Корбане и его фотографией, и такие же листовки были расклеены в Витебске. Однако поиски не дали результатов, как и расспросы людей, которые могли его видеть в Беларуси или за границей.

## Исчезновения в 2020 году
Во время акций протеста по результатам президентских выборов в августе 2020 г. ОМОН и милиция осуществили массовые задержания людей на улицах, причём как минимум часть задержанных не принимала участия в оппозиционных демонстрациях. Многие задержанные были подвергнуты жестоким пыткам. После того как часть задержанных была отпущена, некоторые умерли в больницах уже после освобождения; местонахождение от 10 до 90 человек по состоянию на 17 августа 2020 г. не установлено.
18 августа был найден мёртвым директор Волковысского военно-исторического музея имени П. Багратиона 29-летний Константин Шишмаков, пропавший 15 августа по дороге с работы домой (через 6 дней после его отказа подписывать протокол на избирательном участке). Константин Шишмаков был найден поисковой группой ПСО «Ангел» в километре от города Мосты у реки Неман в лесу. Предварительная причина смерти — самоубийство.
22 августа в Минске был найден повешенным Никита Кривцов, один из пропавших по дороге на работу 12 августа. Ранее он участвовал в мирной акции протеста в Молодечно. По официальной версии следствия, он покончил жизнь самоубийством, хотя некоторые из близких не поверили в эту версию.
1 сентября Управление Верховного комиссара ООН по правам человека сообщило, что большинство людей, пропавших без вести в Беларуси, найдены, но местонахождение и состояние здоровья по меньшей мере 6 человек неизвестны.
1 сентября стало известно о том, что 53-летний работник Минского завода шестерён Александр Будницкий, пропавший без вести 11 августа, был найден мёртвым (предположительно в парке возле универмага «Рига»), где проходили столкновения протестующих со внутренними войсками и ОМОНом, — по предварительной версии, от сердечного приступа.

## Расследование
23 ноября 2000 года был арестован командир бригады спецназа внутренних войск МВД Дмитрий Павличенко. Его аресту предшествовал рапорт начальника СИЗО № 1 Олега Алкаева — об изъятии так называемого «расстрельного» пистолета накануне исчезновений Захаренко, Гончара и Красовского. В СИЗО КГБ Павличенко провёл около суток, пока его не выпустили по личному распоряжению президента Лукашенко. Днём позже президент отправил в отставку генерального прокурора и председателя КГБ В. Мацкевича, а на должность генпрокурора назначил Виктора Шеймана. В интервью Лукашенко утверждал, что не помнит, почему он тогда прекратил досудебное расследование по делу арестованного Павличенко.
Павличенко, Шейман, Владимир Наумов и Юрий Сиваков были включены в «чёрный список» Евросоюза, так как их имена связываются с исчезновениями людей.
В 2020 г. об обстоятельствах убийства Захаренко, Гончара и Красовского рассказал бывший боец СОБРа Юрий Гаравский. В 2023 году Гаравский предстал перед судом швейцарского кантона Санкт-Галлен по обвинению в насильственном исчезновении Захаренко, Гончара и Красовского, но был оправдан.

## Реакция в мире
- В 2000 году комитет против пыток ООН, рассмотрев периодический доклад по Беларуси, отметил сохраняющуюся обеспокоенность в связи с исчезновениями и призвал власти «рассмотреть возможность создания независимой беспристрастной правительственной и неправительственной национальной правозащитной комиссии с действенными полномочиями для, в числе прочего, продвижения прав человека и расследования всех жалоб о нарушениях прав человека, в частности, относящихся к применению Конвенции»[22].
- В 2005 году главы МИД 25 стран — членов Евросоюза, собравшиеся в понедельник в Брюсселе, выразили «глубокую обеспокоенность» в связи с ухудшением, с их точки зрения, ситуации с соблюдением прав человека и политических свобод в Беларуси. Подобная реакция вызвана, в частности, «притеснением политических партий, независимых СМИ и неправительственных организаций, а также нежеланием властей расследовать исчезновения политических оппонентов»[23].
- В 2010 году Президент Российской Федерации Дмитрий Медведев призвал Лукашенко расследовать исчезновения людей в Беларуси[24].
- В 2014 году Госдепартамент США призвал расследовать факты исчезновения людей в Беларуси[25].
- В 2017 году посол Великобритании в Беларуси Фионна Гибб записала видеообращение к правительству Беларуси с призывом завершить расследование исчезнувших Гончара, Красовского, Завадского, Захаренко[26].

## Реакция общественности

### Реакция СМИ
В 2009 году корреспондент канала НТВ Алексей Малков и оператор Юрий Бабенко снимали в Беларуси фильм о пропавших политиках. Известно, что журналисты записали интервью с Зинаидой Гончар, супругой Виктора Гончара, а также с Ольгой Завадской, матерью Дмитрия Завадского. В ночь на 15 августа они заканчивали свою командировку в Беларуси и собирались отправиться в Москву. Однако пребывание в Минске закончилось довольно неожиданной развязкой. Вечером 14 августа сотрудники спецслужб в штатском вывели журналистов из номера отеля Международного образовательного центра, где они остановились. По словам персонала заведения, эти же люди выписали Малкова и Бабенко из гостиницы, после чего отвезли в одно из двух управлений внутренних дел Московского района Минска. Позже стало известно, что Алексея Малкова и Юрия Бабенко сотрудники спецслужб отвезли в аэропорт. Там их продержали всю ночь, а первым утренним рейсом отправили в Москву. Приблизительно в 9 утра по московскому времени журналисты НТВ прибыли в Москву.
В 2001 году в СМИ были опубликованы ксерокопии документов, свидетельствующих о причастности высокопоставленных лиц страны к «громким» исчезновениям.

### Митинги

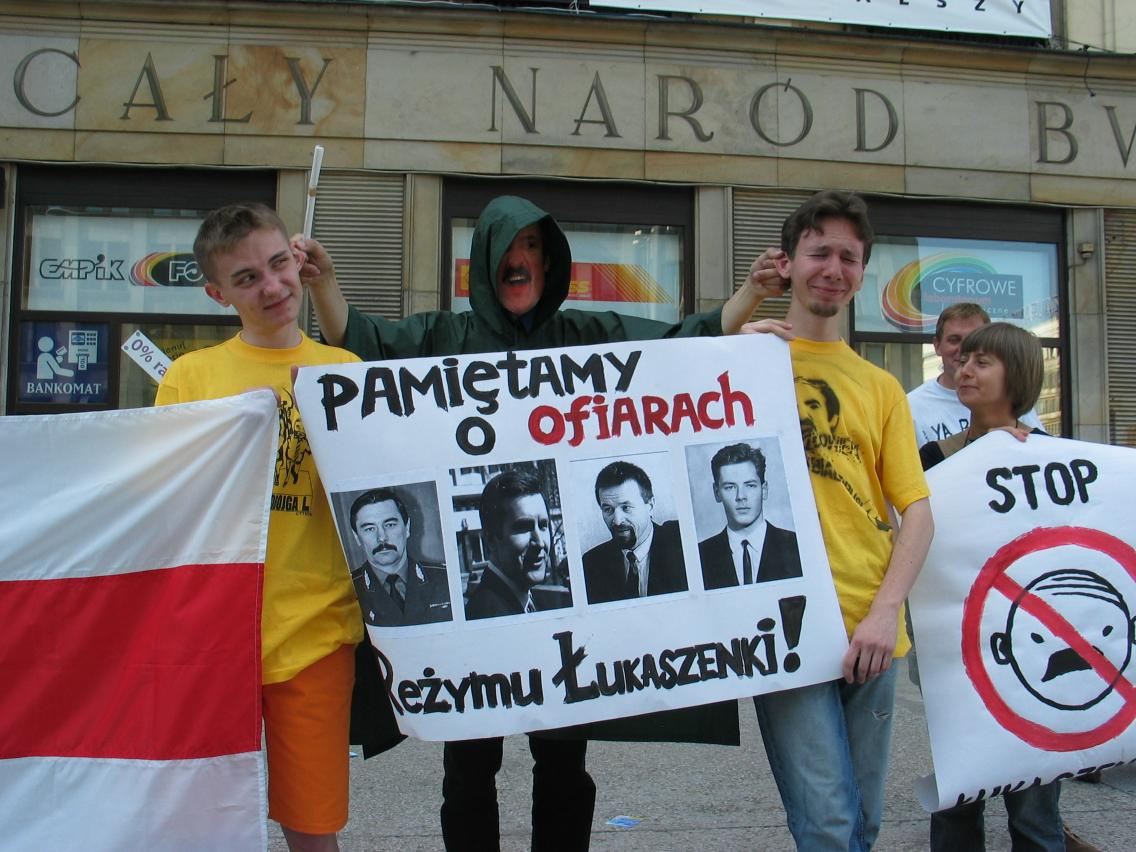
Демонстрация в Варшаве в память исчезнувших политиков

6 марта 2001 года 14 часов вдоль главного минского проспекта — Скорины (нынешний проспект Независимости) — на краю тротуара выстроились люди с портретами исчезнувших сограждан в руках. О количестве участников свидетельствует тот факт, что живая цепь с портретами заняла значительную часть проспекта от здания Национального банка до почтамта: по подсчётам, всего стояло в цепи около 150 человек. На груди каждого из них была приклеена наклейка с изображением зубра — исполина белорусских лесов, являющегося символом организации. Пикет длился немного больше получаса. Когда участники уже расходились, одному из них, Тимофею Дранчуку, милиционеры предложили пройти с ними в отделение милиции. В отделении у задержанного проверили документы. Паспорт Тимофея Дранчука блюстители порядка назвали «слишком потрёпанным». В результате был составлен протокол задержания «за ненадлежащее хранение паспорта». Сам Дранчук заявил милиционерам, что «потрёпанным» его удостоверение личности может быть только потому, что его всё время «треплют» сами же милиционеры после мирных выступлений оппозиции.
26 июля 2001 года в Минске прошла акция протеста под названием «Живая цепь неравнодушных людей», собравшая 1000 человек. Митингующие с портретами пропавших растянулись цепью от Октябрьской площади до площади Независимости, они требовали расследовать дела о пропавших политиках.
9 августа 2001 года у здания Белорусского государственного телевидения прошёл митинг. Его причиной стала недавно вышедшая в эфир государственного телевидения республики политическая программа «Резонанс», в которой прозвучало, что в исчезновении белорусских политиков и журналистов, возможно, виновата оппозиция. Однако в программе не было представлено ни одного доказательства. Представители оппозиции, пришедшие на митинг под лозунгом «Мы хотим знать правду!», требуют от властей опровержения.
14 августа 2001 года в Могилёве состоялась акция «Цепь неравнодушных людей». В 18:00 более 50 активистов ОГП, Молодого Фронта и «Зубра» встали в цепь на центральной площади города — Первомайской. Через 15 минут акция была разогнана отрядом ОМОНа. Было задержано 16 человек. Все задержанные освобождены через два с половиной часа без составления протоколов. Действиями милиции руководил подполковник Алёнушкин.
7 мая 2002 года акции памяти пропавших политиков прошли в Минске (несколько десятков участников), Гомеле, Могилёве (10 участников), Бресте.
19 сентября 2002 года в Минске прошли акции оппозиции, приуроченные к третьей годовщине исчезновения В. Гончара и А. Красовского. Оппозиционная Объединённая гражданская партия организовала «цепочку неравнодушных людей» — около 80 человек с портретами пропавших простояли около часа на одной из центральных площадей Минска — Октябрьской, неподалёку от резиденции Александра Лукашенко. Напротив резиденции президента Беларуси трое молодых людей развернули самодельный плакат с надписью: «Где Гончар?», «Где Захаренко?», «Где Красовский?» и «Где Завадский?». Примерно через 45 минут участники акции были задержаны сотрудниками милиции.
10 декабря 2002 года более двухсот человек пришли на Октябрьскую площадь столицы с портретами бесследно исчезнувших политиков Виктора Гончара и Юрия Захаренко, журналиста Дмитрия Завадского, бизнесмена Анатолия Красовского, осуждённых журналистов Павла Можейко и Миколы Маркевича, умершего при загадочных обстоятельствах вице-спикера Верховного Совета 13-го созыва Геннадия Карпенко, активиста ЗУБРа Андрея Зайцева, доведённого до самоубийства сотрудниками КГБ.
7 июля 2003 года митинги памяти прошли в Минске и Витебске. В Минске митингующих не пустили на Октябрьскую площадь, и они повели акцию, расположившись вдоль проспекта Скорины. В Витебске произошла словесная перепалка между сотрудниками милиции и митингующими.
10 декабря 2003 года в Минске прошла акция «Мы помним» в защиту прав человека и в память о пропавших в Беларуси людях. Инициаторами акции выступили жёны исчезнувших Светлана Завадская и Ирина Красовская. 500 человек стали цепью на проспекте Скорины с зажжёнными свечами и портретами Юрия Захаренко, Виктора Гончара, Анатолия Красовского и Дмитрия Завадского. Несмотря на мирный характер акции, людьми в штатском была арестована активист Хартии’97, журналист Наталья Коляда. Сотрудники милиции, одетые в штатское, всячески мешали проведению акции.
7 июля 2004 года на Октябрьской площади Минска состоялась акция, посвящённая четвёртой годовщине исчезновения оператора ОРТ Дмитрия Завадского. В несанкционированном митинге принимали участие от 50 до 200 человек. Все они были одеты в белые майки с портретом Завадского, протестующие стояли на площади с портретами Дмитрия Завадского, Юрия Захаренко, Виктора Гончара и Анатолия Красовского. По словам некоторых участников акции, у них возникли «определённые трудности», когда они направлялись на митинг. В частности, по словам участника акции В. Щукина, он был избит «с целью недопущения участия в акции». Сайт Хартии’97 сообщает о проведении общеевропейской акции в рамках кампании «Мы помним!», посвящённой памяти Дмитрия Завадского. Так, в Брюсселе, возле белорусского посольства, прошёл пикет с участием около 20 человек. Мероприятия в рамках общеевропейской акции состоялись также во Франции, Германии, Польше, Швеции.
10 декабря 2004 года сотни людей вышли на Октябрьскую площадь Минска с портретами пропавших в Беларуси лидеров белорусской оппозиции и журналиста, умершего при загадочных обстоятельствах вице-спикера Верховного Совета 13 созыва Геннадия Карпенко и политзаключённого Михаила Маринича. Участники акции держали транспаранты «Лукашенко! Где Гончар, Красовский, Завадский?!», «Свободу Мариничу!», «Свободу политзаключённым!», «Можно сфальсифицировать выборы, но нельзя скрыть правду». На руках многих из них были завязаны оранжевые ленточки, некоторые держали флаги Европейского Союза. Акция продолжилась у здания КГБ. На входной двери в учреждение участники акции приклеили портреты исчезнувших оппозиционеров.
7 июля 2005 года в Минске прошла акция «Цепь неравнодушных людей», она была разогнана ОМОНом. Во время разгона жена похищенного оператора российского телеканала ОРТ Дмитрия Завадского Светлана получила сильный удар кулаком в лицо от сотрудника ОМОНа, который пытался выхватить из рук молодой женщины и порвать портрет её мужа.
16 сентября 2005 года от 7 до 10 тысяч человек провели в центре Минска акцию памяти пропавших без вести белорусских политиков. Представители белорусской оппозиции вышли на Октябрьскую площадь в центре Минска с портретами пропавших без вести политиков. Сотрудники милиции вырывали у участников акции из рук портреты пропавших и несколько раз оттесняли протестующих с площади, однако они возвращались. Вскоре милиционеры забрали у протестующих флаги. Тогда один из митингующих снял с себя джинсовую рубашку, повязал её на древко и стал размахивать, скандируя «Жыве Беларусь!». Призыв поддержали все остальные. За это он был избит сотрудниками милиции так, что попал в больницу с сотрясением головного мозга и травмированием почек. Акция длилась около полутора часов, после чего её участники разошлись. Во время акции никто из её участников задержан не был. Также митинги поддержки белорусских акций протеста прошли в Москве.
16 сентября 2006 года в Минске, на площади Бангалор, прошла акция под названием «Большой джинсовый фэст». Запрашиваемого «джинсового шествия» от Академии наук до площади Бангалор Мингорисполком власти не разрешили, зато были санкционированы митинг и концерт на площади Бангалор. За эту щедрость городские власти выдвинули организаторам встречное условие: на акции не должно быть никакой партийной символики. Кроме того, на них легли все расходы по обслуживанию мероприятия — уборке территории, оплате услуг милиции, МЧС, скорой помощи и даже туалетов. Хотя она и была санкционирована властями, но большое количество человек было задержано по пути на площадь. Акция памяти исчезнувших белорусских политиков — Юрия Захаренко и Виктора Гончара, бизнесмена Анатолия Красовского и оператора ОРТ Дмитрия Завадского началась в 16:00 на площади Бангалор, где собралось чуть более одной тысячи человек, в основном подростки и студенты. Над головами у них развевались флаги города Минска и Евросоюза. Только несколько участников повесили на древко джинсовые рубашки — символ несостоявшейся белорусской революции. Сновавшие между собравшимися подростки активно раздавали наклейки, газеты и прочую печатную продукцию, приуроченную к «Джинсовому фэсту». По ходу митинга стало известно, что, как минимум, двое из них были задержаны. Общественная охрана мероприятия строго следила за тем, чтобы около концертной площадки никто не распивал спиртные напитки. На сцене были вывешены портреты исчезнувших политиков, а перед ней установлена палатка, напоминающая об уничтоженном милицией в ночь с 23 на 24 марта вольном городке на Октябрьской площади столицы. Вначале выступали оппозиционные политики, затем был концерт, во время которого власти без предупреждения отключили электричество на площади, и люди стали расходиться.
16 октября 2009 года на Октябрьской площади прошёл митинг памяти пропавших политиков. Как только люди развернули портреты пропавших, их сразу же начали избивать. Часть демонстрантов в знак протеста сели на землю — их вначале избили, а затем затолкали в автобусы вместе с остальными. В считанные минуты арестовали всех. Среди арестованных — лидер Объединённой гражданской партии Анатолий Лебедько, председатель Белорусской социал-демократической партии «Народная Грамада» Николай Статкевич и многие другие активисты. Многих из них били до крови, в том числе в автобусе и Центральном РУВД Минска. Также были избиты многие журналисты, которым запретили снимать происходящее.
Начиная с 2010 года акции стали немногочисленны и стали проходить реже.
В Минске возле ГУМа лидер ОГП Анатолий Лебедько 16 сентября 2015 года провёл пикет, посвящённый годовщине исчезновения политика Виктора Гончара и бизнесмена Анатолия Красовского. В мероприятии приняли участие всего около 30 человек. Из оппозиционных политиков, кроме Анатолия Лебедько, присутствовал только сопредседатель оргкомитета по созданию партии «Белорусская христианская демократия» Виталий Рымашевский. Участники пикета держали в руках портреты исчезнувших Гончара, Красовского, а также журналиста Дмитрия Завадского, экс-министра МВД Юрия Захаренко, флаги ОГП, Евросоюза и бело-красно-белый флаг. Лебедько обращался к прохожим через мегафон с призывами не оставаться равнодушными и принять участие в мероприятии, напоминал о событиях 16-летней давности. К политику подошли представители правоохранительных органов и заявили, что на него составлен протокол за проведение несанкционированного мероприятия. Подписывать его Лебедько отказался, мотивируя это тем, что конституция даёт ему право в период избирательной кампании проводить агитационные мероприятия.
16 сентября 2016 года на центральной улице Гродно два человека попытались провести пикет в память о пропавших политиках. Буквально через пару минут к ним подошёл сотрудник милиции в штатском, а чуть позже ещё около десяти человек. Затем подъехал микроавтобус и пикетирующих забрали в отделение милиции.
16 сентября 2019 года Объединённая гражданская партия организовала пикет памяти пропавших политиков в Минске возле ГУМа. Мероприятие прошло в рамках пикетов по сбору подписей для выдвижения кандидатами в депутаты Палаты представителей и. о. председателя ОГП Н. Козлова. В нём участвовало 15 человек.